# Ramu
Ramu är ett underdistrikt i Bangladesh. Det ligger i den sydöstra delen av landet, 300 km sydost om huvudstaden Dhaka.
Omgivningarna runt Ramu är en mosaik av jordbruksmark och naturlig växtlighet. Runt Ramu är det tätbefolkat, med 459 invånare per kvadratkilometer.